# سرو پینتادو

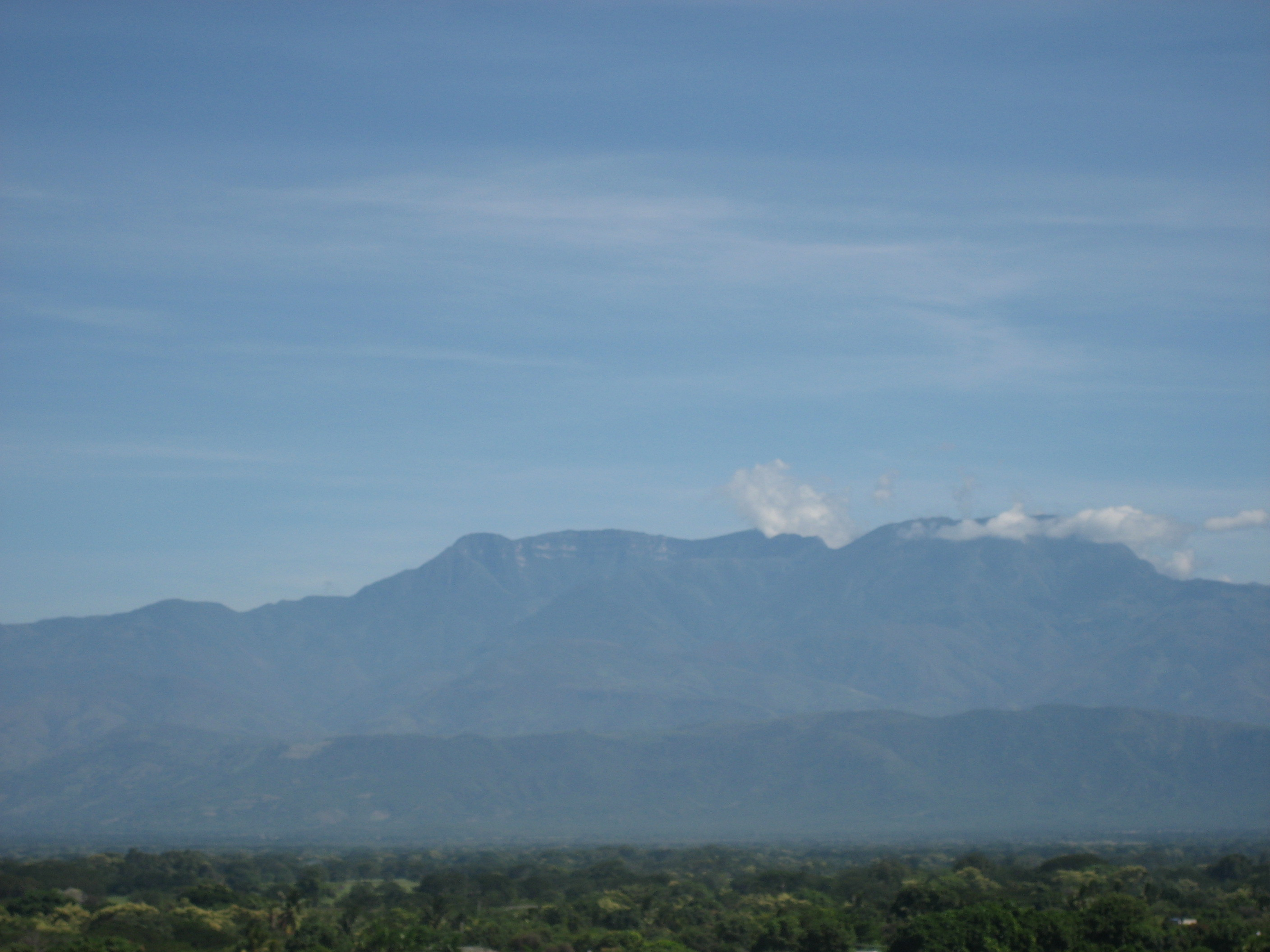
کوه سرو پینتادو

سرو پینتادو (به اسپانیایی: Cerro Pintado) یک کوه در مرز ونزوئلا و کلمبیا واقع شده‌است. سرو پینتادو ۳٬۶۶۰ متر بالاتر از سطح دریا واقع شده‌است.